# 1952年夏季奧林匹克運動會薩爾保護領代表團
1950年春，萨尔奥林匹克委员会于薩爾保護領正式成立。萨尔保护领于1947年到1956年之间存在，原为西德一部分，1945年被法国占领，1956年后成为西德联邦州薩爾蘭。在1952年赫爾辛基奧運上，萨尔派出代表队参赛，是其参加的唯一一届奥运会，1956年后就并入西德队。萨尔代表团共有31名男子和5名女子，参加9个大项、32个小项的比赛。

## 奖牌榜
| 赛事           | 金牌 | 银牌 | 铜牌 | 总计 |
| -------------- | ---- | ---- | ---- | ---- |
| 1952年赫爾辛基 | 0    | 0    | 0    | 0    |
| 总计           | 0    | 0    | 0    | 0    |